# Phyllanthus glaucophyllus
Phyllanthus glaucophyllus är en emblikaväxtart som beskrevs av Otto Wilhelm Sonder. Phyllanthus glaucophyllus ingår i släktet Phyllanthus och familjen emblikaväxter. Inga underarter finns listade i Catalogue of Life.